# Benedetto de Besi
Benedetto De Besi (Padova, 25 giugno 1926 – Piacenza d'Adige, 6 settembre 1944) è stato un partigiano italiano, medaglia d'argento al valor militare alla memoria.

## Biografia
Nasce a Padova in una famiglia antichissima, originaria della città di Bergamo. Figlio del conte Andrea de Besi e della nobile Emilia de Buzzaccarini, è il più giovane di sette fratelli.
Terminate le scuole primarie, inizia i suoi studi presso il liceo dell'Istituto Barbarigo della città veneta.
Durante gli anni del regime fascista, non riuscendo più a sopportare gli abusi esercitati da tale regime sulla scuola, decide di aderire assieme all'amico Guido Puchetti alla resistenza contro il nazifascismo, 
entrando nella Brigata garibaldina "Luigi Pierobon", composta in prevalenza da giovanissimi.
Dopo aver trascorso diversi mesi sui Colli Euganei, viene trasferito a Piacenza D'Adige dove muore, fucilato alle spalle il 6 settembre del 1944.
Il suo corpo rimase insepolto per diverso tempo e solo dopo 24 giorni dalla sua morte venne esumato dai suoi familiari e trasportato in segreto presso nella cripta dell'abbazia di Praglia ove riposa come Puchetti, i soli laici qui sepolti.

## Onorificenze
In ricordo del giovane e delle sue gesta decorate alla memoria di Medaglia d'argento al valor militare alla memoria, sono state dedicate una via e una lapide nell'Istituto Barbarigo di Padova, sopra quella che ricorda il suo compagno di lotta Guido Puchetti.